# جون هانسون (مخرج)
جون هانسون (بالإنجليزية: John Hanson)‏ هو مخرج أمريكي، ولد في 7 مارس 1942.

## وصلات خارجية
- جون هانسون على موقع IMDb (الإنجليزية)
- جون هانسون على موقع ألو سيني (الفرنسية)
- جون هانسون على موقع أول موفي (الإنجليزية)
- جون هانسون على موقع قاعدة بيانات الأفلام السويدية (السويدية)
- جون هانسون على موقع قاعدة بيانات الفيلم (الإنجليزية)
- جون هانسون على موقع كينوبويسك (الروسية)